# Entrerríos (ort i Colombia)
Entrerríos är en ort i Colombia.   Den ligger i departementet Antioquía, i den nordvästra delen av landet, 270 km nordväst om huvudstaden Bogotá. Entrerríos ligger 2 312 meter över havet och antalet invånare är 3 462.
Terrängen runt Entrerríos är kuperad åt sydväst, men åt nordost är den platt. Entrerríos ligger nere i en dal. Runt Entrerríos är det ganska glesbefolkat, med 35 invånare per kvadratkilometer. Närmaste större samhälle är Santa Rosa de Osos, 11,0 km nordost om Entrerríos. Omgivningarna runt Entrerríos är en mosaik av jordbruksmark och naturlig växtlighet.